# Ipomoea verrucisepala
Ipomoea verrucisepala är en vindeväxtart som beskrevs av Bernard Verdcourt. Ipomoea verrucisepala ingår i släktet praktvindor, och familjen vindeväxter. Inga underarter finns listade i Catalogue of Life.